# 大港埔鼓壽宮
22°37′37″N 120°18′11″E / 22.627009°N 120.302967°E
大港埔鼓壽宮，是位於臺灣高雄市新興區玉衡里的媽祖廟，為大港埔信仰中心，有徒步至台南大天后宮會香的傳統。

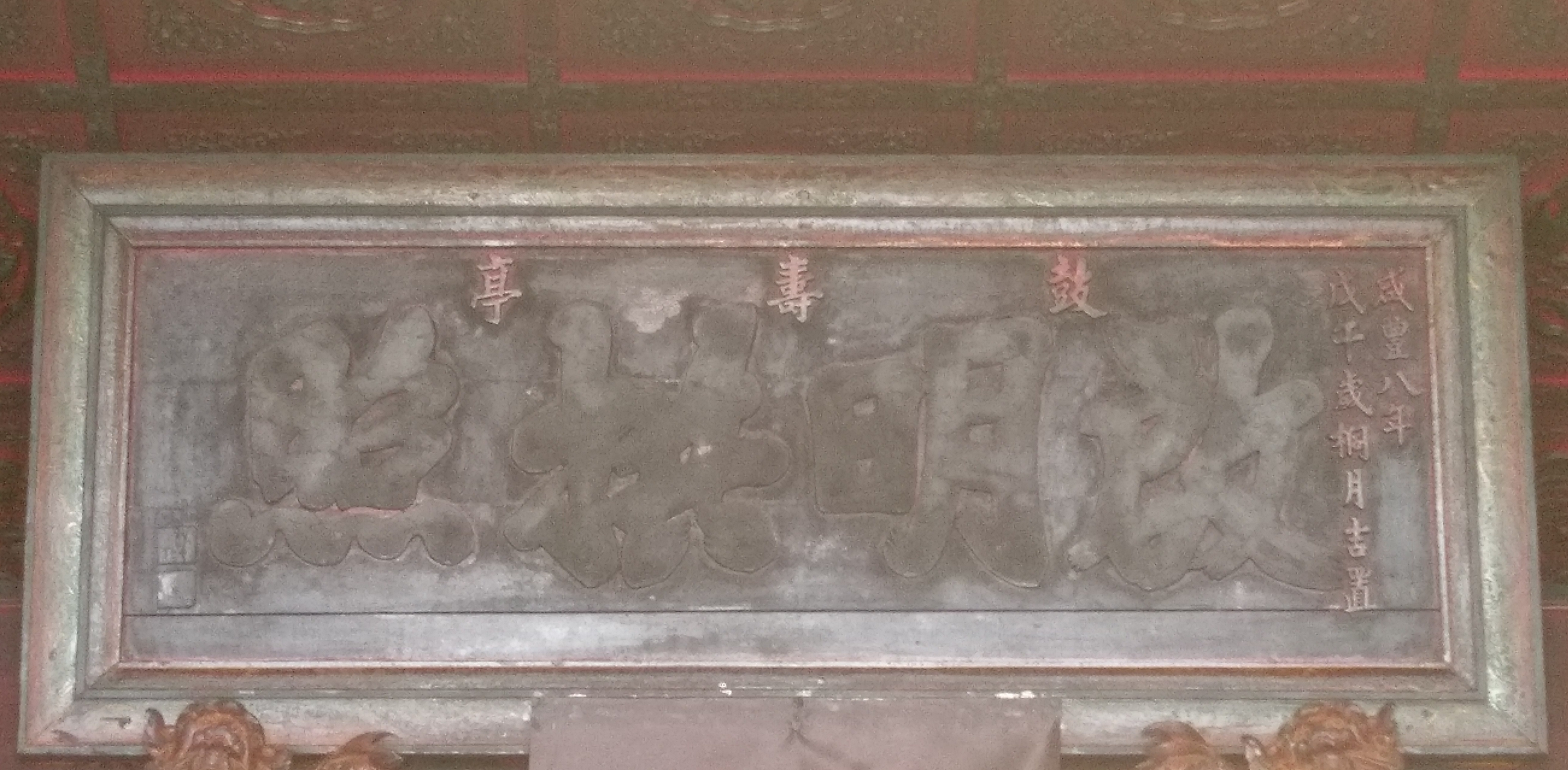
大清咸豐八年（1768年）匾額「啟明拱照」

## 沿革
咸豐六年（1856年），由蔡、孫、王等士紳議定聯合眾信徒捐款籌建廟宇，經兩年籌畫，於咸豐八年（1858年）在大港埔竹圍創建，初名為「鼓壽亭」，留有咸豐八年的「啟明拱照」匾。祭祀蔡姓共祀的保生大帝、王姓共祀的朱府千歲、孫姓共祀的池府千歲，及早期一對夫妻帶來的天上聖母與中壇元帥。經開會，決定以天上聖母為主神。

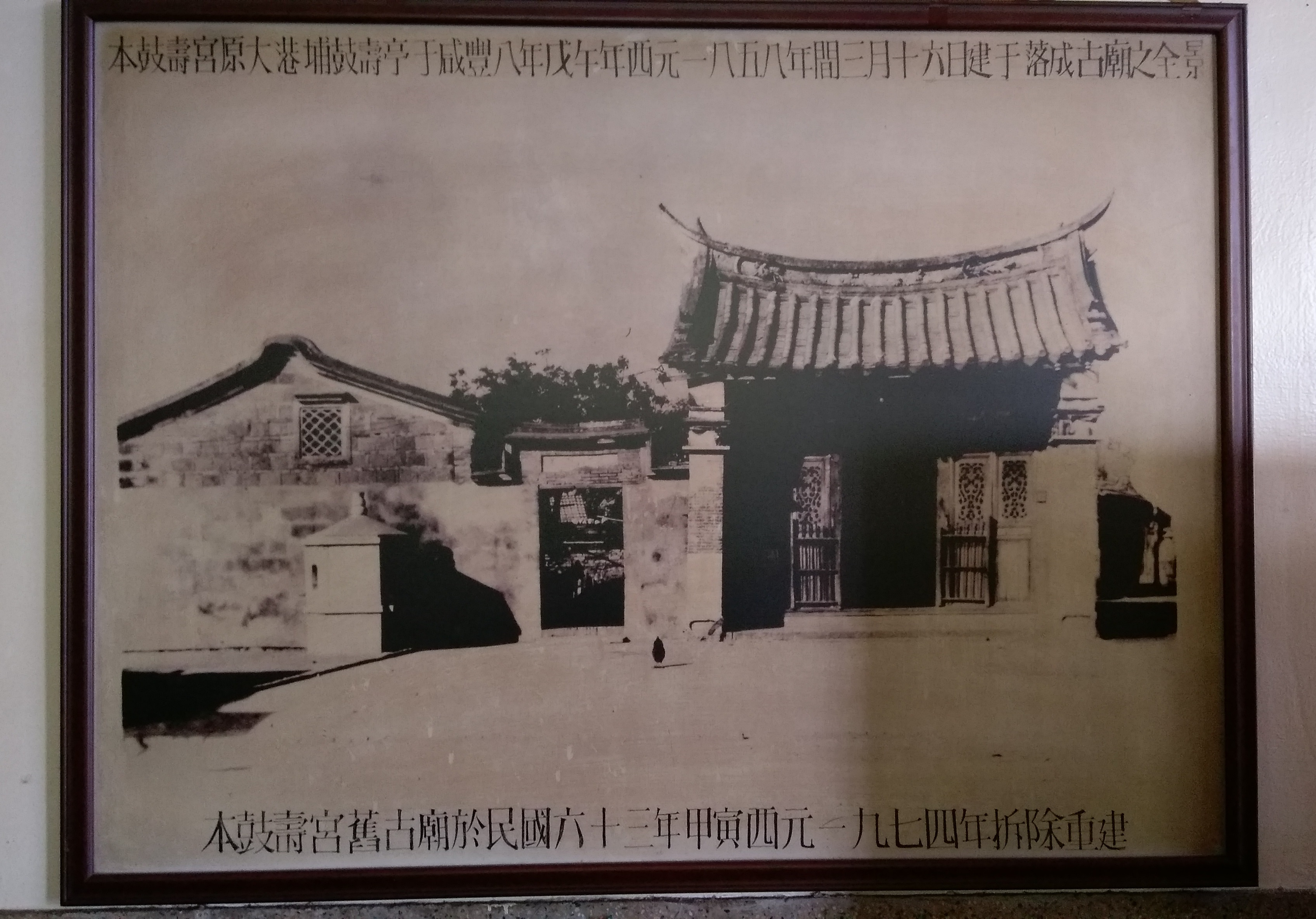
拆除重建前的舊廟。

1969年，開闢民生大道，廟地被割用大半，廟方遂在鄰東腹地重建新廟，改成坐東向西、兩層樓建築，1970年破土興工。拆舊廟時，咸豐年間寫有「壽與廟齊」的木牌，被民眾拿去當木材燒開水，被廟方發現後才搶救回來。
1974年進殿安座，廟址為新興區文橫一路90號，廟身在民生路口圓環邊。1994年間增修兩側廟室，南室安奉太歲星君、北室安祀文昌帝君。

## 祭祀
鼓壽宮是大港埔地區的公廟、大港埔居民信仰中心。
台南大天后宮主委林明顯、副主委曾吉連表示，咸豐年間，鼓壽宮信眾即有陪同天上聖母跨越步駕至台南大天后宮祈福祝壽、舉辦會香大典的習俗，直到1937年被日本當局禁止，後於市長蘇南成時期才恢復會香，但改以車輛接送。2003年4月11日鼓壽宮恢復早期徒步會香的傳統，先至岡山壽天宮，首夜住岡山區，次日下午入台南市境會香，來回路途長達120公里。
當地玉衡里里長蔡瑞彬接下鼓壽宮董事長後，開辦媽祖文化節，長年獲得市府列為一區一特色活動，徒步至大天后宮也是知名活動。

## 外部連結
- 官方网站
- 大港埔鼓壽宮的Facebook專頁